# Генри (округ, Виргиния)
Округ Генри (англ. Henry County) располагается в США, штате Виргиния. По состоянию на 2010 год, численность населения составляла 54 151 человек. Получил своё название по имени американского политического деятеля Патрика Генри.

## География
По данным Бюро переписи США, общая площадь округа равняется 995 км², из которых 989 км² суша и 5 км² или 0,5% это водоёмы.

### Соседние округа
- Франклин (Виргиния) — север
- Питсилвейния (Виргиния) — восток
- Рокингхем (Северная Каролина) — юг
- Стокс (Северная Каролина) — юго-запад
- Патрик (Виргиния) — запад
- Мартинсвилл — независимый населенный пункт, расположенный полностью в границах округа Генри

## Демография
По данным переписи населения 2000 года в округе проживает 57 930 жителей в составе 23 910 домашних хозяйств и 16 952 семей. Плотность населения составляет 58 человек на км². На территории округа насчитывается 25 921 жилых строений, при плотности застройки 26 строений на км². Расовый состав населения: белые - 89,47%, афроамериканцы - 10,0%, коренные американцы (индейцы) - 0,16%, азиаты - 0,41%, гавайцы - 0,03%, представители других рас - 1,39%, представители двух или более рас - 0,92%. Испаноязычные составляли 3,46% населения.
В составе 28,60 % из общего числа домашних хозяйств проживают дети в возрасте до 18 лет, 54,30 % домашних хозяйств представляют собой супружеские пары проживающие вместе, 12,20 % домашних хозяйств представляют собой одиноких женщин без супруга, 29,10 % домашних хозяйств не имеют отношения к семьям, 25,80 % домашних хозяйств состоят из одного человека, 10,30 % домашних хозяйств состоят из престарелых (65 лет и старше), проживающих в одиночестве. Средний размер домашнего хозяйства составляет 2,40 человека, и средний размер семьи 2,87 человека.
Возрастной состав округа: 22,30 % моложе 18 лет, 7,50 % от 18 до 24, 29,00 % от 25 до 44, 26,10 % от 45 до 64 и 15,00 % от 65 и старше. Средний возраст жителя округа 38 лет. На каждые 100 женщин приходится 95,10 мужчин. На каждые 100 женщин старше 18 лет приходится 93,00 мужчин.
Средний доход на домохозяйство в округе составлял 31 816 USD, на семью — 38 649 USD. Среднестатистический заработок мужчины был 26 660 USD против 20 766 USD для женщины. Доход на душу населения был 17 110 USD. Около 8,80% семей и 11,70% общего населения находились ниже черты бедности, в том числе - 15,20% молодежи (тех кому ещё не исполнилось 18 лет) и 12,60% тех кому было уже больше 65 лет.